# Jamie Dornan
James Dornan (født 1. maj 1982) er en irsk skuespiller, model og musiker.
Dornan spillede Axel von Fersen i Sofia Coppolas film Marie Antoinette, Sheriff Graham Humbert i ABC-serien Once Upon a Time og seriemorder Paul Spector i BBC Two kriminal-dramaserie The Fall, og han spillede den mandlige hovedrolle Christian Grey i filmen Fifty Shades of Grey (2015).
James Dornan spillede i bandet Sons of Jim, før han blev kendt.

## Filmografi

### Film
| År   | Titel                      | Rolle            | Noter    |
| ---- | -------------------------- | ---------------- | -------- |
| 2006 | Marie Antoinette           | Axel von Fersen  | film     |
| 2008 | Beyond the Rave            | Ed               | film     |
| 2009 | Nice to Meet You           | The Young Man    | kortfilm |
| 2009 | Shadows in the Sun         | Joe              | film     |
| 2009 | X Returns                  | X                | kortfilm |
| 2010 | The Black Widow            |                  | kortfilm |
| 2013 | The Fall                   | Paul Spector     | tv-serie |
| 2014 | Flying Home                | Colin            | film     |
| 2015 | Fifty Shades of Grey       | Christian Grey   | film     |
| 2016 | Anthropoid                 |                  | film     |
| 2016 | The 9th Life of Louis Drax | Dr. Allan Pascal | film     |
| 2016 | The Siege of Jadotville    | Pat Quinlan      | film     |
| 2017 | Fifty Shades I mørket      | Christian Grey   | film     |
| 2018 | Fifty Shades Fri           | Christian Grey   | film     |